# كيتال

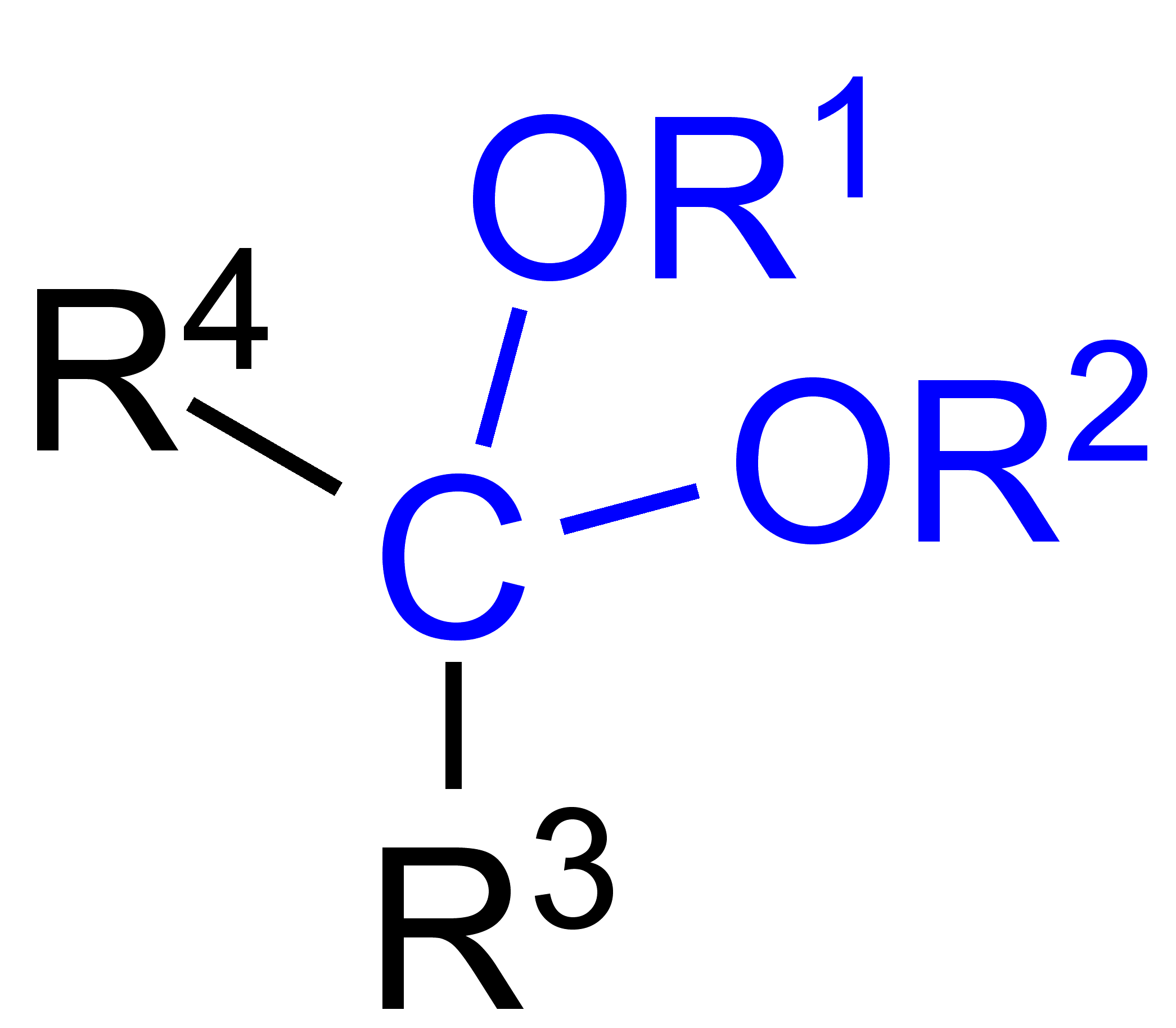
الصيغة العامة لمركبات الكيتال

كيتال في الكيمياء عبارة عن صنف من مركبات الأسيتال التي يحصل عليها من الكيتونات.

## التسمية
تبعاً لتوصيات جمعيات الكيميائيين فقد أوقف استعمال لفظ كيتال لفترة في تسمية المركبات الكيميائية، إلا أنه تم العدول عن ذلك لاحقاً، وجرى وضع هذا الصنف من المركبات تحت بند مركبات الأسيتال. يتميز الكيتال عن الأسيتال بوجود مجموعة ألكيل أو أريل مرتبطة بذرة الكربون المركزية. بشكل مشابه تتمايز مركبات ثيوكيتال عن مركبات ثيوأسيتال.

## التحضير
لتحضير مركبات الكيتال يتم مفاعلة كيتون (مثل حلقي الهكسانون) مع كحول أحادي أو ثنائي (مثل إيثيلين غليكول) بوجود حفاز حمضي. 

تحضير مركبات الكيتال

## الخصائص
تتميز مركبات الكيتال بأن لها ثباتية تجاه القلويات، ولكنها بالمقابل تتفكك في الأوساط الحمضية لتعود إلى المواد المتفاعلة المكونة لها.

## الاستخدامات
تستخدم مركبات الكيتال من أجل حماية مجموعات الكربونيل في الكيتونات.